# Hadites
Hadites is een geslacht van spinnen uit de  familie van de Agelenidae (trechterspinnen).

## Soort
- Hadites tegenarioides Keyserling, 1862